# 다이아캐마속
다이아캐마속은 개미과에 속하는 개미의 한 속으로 침개미아과에 속한다. 인도에서 오스트레일리아까지 분포하며 약 50개의 종을 포함하고 있다. 다이아캐마속은 여왕개미가 따로 있지 않고 일개미들이 알을 낳는 것이 특징이다.